# Skhinate
Skhinate (en arabe : السخينات) est une ville du Maroc. Elle est située dans la région de Fès-Meknès.